# GOLD (드라마)
《GOLD》(골드)는 2010년 7월 8일부터 2010년 9월 16일까지 후지 TV에서 방송된 일본의 텔레비전 드라마이다. 주연은 아마미 유키.

## 개요
싱글맘으로서 4명의 아이들을 길러낸 여성을 통해 최고의 가족애를 그리는 홈 드라마. 각본은 노지마 신지가 맡았고, 2008년 후지 TV 《장미가 없는 꽃집》이래 3년만의 작품이다.
캐치프레이즈는 〈"아마미 유키 금메달을 목표로 한다.", "금메달을 획득하지 않는다면, 끝나지 않아."〉

## 등장 인물

### 사오토메가(家)
- 사오토메 유리 : 아마미 유키

42세. 스포츠 짐 에스테틱을 운영하는 YS 코퍼레이션 대표이사 사장이자, 사오토메 그룹의 CEO이다. 카리스마 미용 연구가로서 TV 출연도 하고 있는 바쁜 여성이지만, 아무리 바빠도 아이들의 식사 만들기와 청소만은 자신이 직접 하는 열혈 엄마이다. 자신의 아이들이 죽은 오빠 슈이치가 이루지 못한 꿈인 올림픽에서 금메달을 획득하는 것만을 지상 과제로 삼고 살아왔다. 취미로는 리카 인형을 오래전부터 사모으고 있다. 어릴 적, 호사카의 아내가 자신을 보호하다 강도에게 살해당한 트라우마를 안고 범죄에 대해 강한 분노를 느끼고 있다. 또한 타츠야의 불륜 상대와 몸싸움을 하다, 아이를 유산한 과거가 있다. 냉정하고 직선적인 말투로 올림픽 메달을 목표로 하는 만화 <거인의 별>의 스파르타식 교육관과 독자적인 세계관의 육아 론을 가지고 있다.
- 사오토메 슈이치 : 미카미 켄세이

향년 22세. 유리의 오빠로, 수영 올림픽 대표 선수. 1988년, 서울 올림픽에서 금메달을 획득 직전에 사고사했다고 되어 있었다. 하지만 실제로는 금메달리스트가 된 호주의 유력선수의 출현에 동요하고 올림픽에서 이길 수 없다고 생각해 자신감을 잃고 끝내 자살하였다.
- 사오토메 코우 : 마츠자카 토리 (아역 : 마츠시마 카이토)

20세. 유리의 장남. 대학 2학년. 수영 선수로 런던 올림픽 후보 선수. 어머니와 주위의 기대에 부응하기 위해 노력하고 있다. 성실한 성격으로, 사오토메 집안의 후계자로서 언론에도 소개되고 있다. 동생들과 달리 감정을 드러내지 않고, 고민과 고통을 혼자 떠안아 버리려고 하는 등, 유리의 죽은 오빠 슈이치과 비슷한 성격이다.
- 사오토메 렌 : 야노 마사토 (아역 : 나카시마 카이토)

18세. 유리의 차남. 고등학교 3학년. 육상 선수로 런던 올림픽 후보 선수. 육상을 그만 둔다고 선언하고 집을 쫓겨난다. 하지만 사실은 심장 질병을 안고있어, 리카와 아버지 타츠야에만 알리고 있다. 형 코우가 대표 선발전에 출전하지 못한 것을 슬퍼하는 어머니를 위해 수영 선수로 전향. 생명의 위험을 무릅쓰고 훈련을 실시하지만, 코우의 복귀로 기권하게 된다. 그 후 해외에서 방랑하는 여행을 떠난다. 느긋하고 강한 성격은 아버지 닮았다. 유리의 비서, 리카를 짝사랑하고 있다.
- 사오토메 아키라 : 타케이 에미 (아역 : 니와노 케츠카요)

17세. 유리의 장녀. 고교 2학년. 다이빙 선수로 런던 올림픽 후보 선수. 주위의 반대를 무릅쓰고, 사촌형제인지 모르고 요스케와 사귀기 시작한다. 유리에 의해 사라진 요스케를 잊지 못하고, 요스케와 같은 왼쪽 가슴에 나비의 문신을 해 유리의 분노를 사지만, 사실은 씰이였음을 밝히고 훈련을 재개했다. 사춘기로, 아이들 중에서는 가장 반항적이다.
- 사오토메 토모 : 오에 슌스케

10세. 유리의 삼남. 몸의 면역력이 약하기 때문에 학교에 가고 있지 않다.
- 사오토메 소이치 : 나츠야기 이사오

70세. 슈이치와 유리의 아버지, 사오토메 그룹 상담 역할을 맡고 있으며, 일본 체육협회 회장이다. 자신도 역시 금메달을 획득하지 못해 사오토메 가의 사람이 올림픽에서 금메달을 따는 것이 그 무엇보다 큰 소망이자 숙명으로 생각하고 있다. 슈이치의 친자로 판정된 요스케의 DNA 감정 보고서를 위조해 슈이치의 유서를 불태워 버린다. 하지만 사실이 알려져 그룹 회장, CEO 자리를 유리에 양보해, 상담 역할에서도 물러난다.

### YS 코퍼레이션
- 니이쿠라 리카 : 나가사와 마사미

24세. 유리의 비서이다. 전문대학 출신으로, 영감이 강한 것 외에는 딱히 쓸모있는 특기도 없다. 친구같은 형태로 비서로 채용되지만, 24시간 유리와 철저히 동행된다. 유리에게 추천 받아, 토이 푸들의 킨 쨩을 기르고 있다. 검소함에 엄격한 훈련을 부과한 유리의 생각을 따라갈 수 없다하여 사표를 제출했지만, 대표 선발전에서 유리의 진심을 알고 철회를 신청한다. 일단 유리는 거절했지만, 유리의 비서 구인에 다시 응모하여 조지의 조치로 다시 비서로 채용된다. 해고 될 뻔한 동료를 감싸거나 업무 외의 일에 있어서도 유리와 그 주위의 사람들을 위해 분주하는 등 자상한 성격이다.
- 소마 유키에 : 카쿠 치카코 (제1화 ~ 제4화)

40세. YS 코퍼레이션 에스테 부서의 부장으로 이 부문의 책임자이다. 10년 전 남편과 시아버지와 삶에 지쳐, 여유를 되찾고자 새총을 즐기고, 자동차 안에 방치한 아들을 열사병으로 죽게 한 과거가 있다. 유리는 아들이 죽은 병원에서 만나 유키에의 사정을 알게되면서 채용되었다. 유리로부터의 신뢰도 두껍고, 에스테틱 부문 평판도 좋다. 하지만 손님에게 과거의 이야기를 들었던 직원들 사이에서 입소문이 퍼지면서 힘들어하다 회사에 폐를 끼친다고 생각해 사표를 제출한다.
- 아마미야 치에코 : 코바야시 마리시 (제1화)

23세. YS Corporation의 미용사. 실연의 충격으로 몸무게가 46kg에서 68kg으로 살이 급격히 쪄버려, 유리에게 주어진 기일까지 10kg의 체중 감소를 못하면 해고 명을 받지만, 리카가 재치를 내어 유리의 명령을 무시하고 소액 감봉 처분과 함께 살을 빼는 동안에는 미용 업무에서 벗어나 그외 잡일에 할 수 하도록 해 위기를 피한다.
- 호사카 지로 : 시가 코타로

61세. 유리의 개인 고용의 운전 기사이다. 원래는 소이치의 운전사에서 유리의 운전 기사로 20년 가까이 일하고 있다. 아내는 사오토메 가의 가정부로 일하고 있었지만, 어린 시절의 유리를 강도로부터 지키다 살해되었다. 그 충격에서 감정과 언어를 거의 드러내지 않고 있었지만, 유리가 아이들과 함께 교도소 위문 공연을 갔을 때, 위험을 무릅쓰고 자신을 대신해 범죄 피해자 가족의 마음을 죄수들에게 보여 준 것을 계기로, 언어와 감정을 서서히 되찾아 가고 있다.
- 하스미 조지 : 소리마치 타카시 (유년기 : 오에 슌스케)

38세. 전 수영 선수로 유리의 아이들 코치로 일하고 있다. YS 코퍼레이션의 스포츠 클럽 부문을 혼자서 맡아 유리의 신뢰도 두텁다. 원래 고아로 사오토메 가에서 성장하며 유리를 몰래 짝사랑하였다. 그러나 다른 한편으로 세이코에게 호감을 갖게 된다. 또한 과거 올림픽 강화 선수로 유리의 오빠 슈이치와 함께 메달을 목표로 했다. 그런데 슈이치가 갑자기 사고로 죽고 홀로 올림픽에 출전했지만 메달은 따지 못했다. 슈이치가 죽게 된 사고 비밀에 대해 알고 있다.

### 니와가(家)
- 니와 세이코 : 에도 하루미

43세. 유리 스포츠 클럽의 청소부이다. 이혼한 후 모자(母子) 가정으로, 금전적 어려움을 겪고 있다. 또한 아들 마사루의 폭력에 고민을 갖고 있어, 당초 유리의 교육론에 대해 반대의견이였지만, 차츰 <뷰티불 차일드>를 가진 유리를 동경하게 된다. 하지만 점차 자신의 처지나 아들의 반응이 모두 유리 탓이라고 생각하게 된다. 또한 힘이 되어 준 조지가 자신에게 호의가 있다고 생각하지만, 자신의 착각했을 깨닫고 실망하게 된다. 그 이유가 유리 때문이라고 마음대로 생각한 나머지 강한 질투심에 느끼며 대표 선발전의 폐회식에서 유리를 죽이려 하지만, 유리를 감싼 조지를 찔러 버려 살인 미수로 체포된 후 구치소에 수감된다.
- 니와 마사루 : 미즈노 마사노리

18세. 세이코의 아들. 중학교 담임이 싫었던 것이 원인으로 어른에 대한 불신을 품고 그 이후 어머니에게 폭력을 휘두르고 있다. 조지와 정면으로 서로 부딪히며, 서서히 마음을 열게 되었다.

### 그 외
- 아카이시 테츠야 : 테라지마 스스무

44세. 삼남매의 아버지, 유리의 별거중인 남편이다. 서울 올림픽 레슬링 금메달리스트로 현재 바를 운영하고 있지만, 생활 모습은 무직에 가깝다. 한때 데릴사위라는 자신의 모습에 초라함을 느끼고, 유리의 유산을 초래했다. 집에서 쫓겨난 렌과 부상으로 슬럼프에 빠진 코우를 지지해 주거나 아키라에게 사촌인 요스케와 헤어질것을 경고하는 등 아이들을 따뜻하게 지켜보고 있다. 유리도 남편을 아이들이 있어서 필수적인 존재로 인정하고있어 아직 애정이 남아있는 것으로, 이혼은 하지 않고 있다.
- 우츠키 요스케 : 아야노 고 (제2화 ~ 제7화)

24세. 사진사. 잡지의 취재에서 만나 아키라의 화보 촬영을 담당한다. 죽은 슈이치의 아들로, 사오토메 가의 4남매와 사촌사이다. 돈이나 명성보다는 사오토메 슈이치의 아들이라는 증명서를 얻기 위하여 아키라에게 접근하지만 점차 아키라에 매료된다.
- 타치카와 히로시 : 이토 마사유키 (제1화)

교육 평론가.
- 시이나 료코 : 하루 (제1화 ~ 제2화)

코우의 전 애인이다. 코우의 아이를 임신했다고 유리에 전하지만, 회사에서 구조조정 당한 아버지를 위해 거짓말을 했다.
- 시이나 테츠오 : 히라타 미츠루 (제2화)

료코의 아버지. 구조 조정을 당해 료코와 함께 유리를 찾아 퇴직금을 요구한다.
- 요스케의 어머니 : 아사네 논 (제6화)

온천에서 도우미를 하고 있다. 남편의 폭력에서 탈출 하고자 당시 강화 합숙에 와있던 슈이치와 만나지만, 새로운 남편의 폭력에 의해 실어증으로 입원하고 있다.
- 진다이 요지 : 나다카 타츠오 (제7화)

세계적인 보석 체인 "듀에루"의 오너.
- 진다이 사오리 : 사토 메구미 (제7화 ~ 제8화)

21세. 진다이 가의 장녀.
- 카미 마이코 : 미나미사와 나오 (제7화 ~ 최종화)

18세. 진다이의 차녀.
- 오사와* : 오노 타케히코 (제7화)

국회 의원. 유리에 하원 의원 선거 출마를 의뢰.
- 사사오카 미도리 : 미야자키 요시코 (제7화)

카미의 소개로 유리가 감정을 의뢰한 점쟁이에서 재계·정계의 거물들이 몰래 상담 찾는다. 외형은 평범한 주부지만 사람의 "생각"에서 미래를 예견한다.
- 카사하라 마리 : 바이쇼 미츠코 (제8화 ~ 제9화)

66세. 소이치의 전 아내이자, 슈이치와 유리의 어머니. 슈이치가 죽었을 때 불륜을 일으켜 가족에게 비난받아 소이치과 이혼하고 파리로 건너가 화가로 활동하고 있다. 육아에 대해 다른 사람과의 경쟁이 성장에 마이너스가 된다고 생각해 사오토메 가정의 방식을 부정한다. 부상을 당한 코우의 상담을 받아 유리는 엄마로서 실격이라고 말하고 코우를 파리로 데리고 돌아가려고 하지만, 소이치가 과거의 불륜을 폭로하려하자 포기한다.

## 제작진
- 각본 : 노지마 신지
- 음악 : 센주 아키라, 이케 요시히로
- 프로듀서 : 아즈마 야스유키
- 연출 : 카와케 슌사쿠, 카토 히로마사, 이시이 유스케
- 제작 : 후지 TV 드라마 제작 센터

## 주제가
- 주제가 : Superfly 〈Wildflower〉 (워너 뮤직 재팬)
- 삽입 노래 : Superfly 〈Fooled Around and Fell In Love〉 (워너 뮤직 재팬)

## 방송일·부제·시청률
| 각 화                                     | 방송일          | 부제(원어)                                                          | 부제(풀이)                                                                                         | 연출            | 시청률 |
| ----------------------------------------- | --------------- | ------------------------------------------------------------------- | -------------------------------------------------------------------------------------------------- | --------------- | ------ |
| 제1화                                     | 2010년 7월 8일  | 女社長、愛と涙のスパルタ天才教育法!                                 | 여사장, 사랑과 눈물의 스파르타 천재 교육법!                                                        | 카와케 슌사쿠   | 12.3%  |
| 제2화                                     | 2010년 7월 15일 | 女の子の育て方…妊娠騒動勃発! その時、母は?                          | 여자의 아들 육성법... 임신 소동 발발! 그때의 어머니는?                                             | 카와케 슌사쿠   | 11.5%  |
| 제3화                                     | 2010년 7월 22일 | 涙…母と娘の決別! 娘に男の影、そして俺と同じ孤児達へ! 丈治の熱き叫び | 눈물 ... 어머니와 딸의 결별! 딸에게 남자의 그림자, 그리고 나와 같은 고아들에게! 조지의 뜨거운 외침 | 카토 히로마사   | 10.1%  |
| 제4화                                     | 2010년 7월 29일 | 焼かれた人形－子を亡くした全ての母へ 二人の母親の絆                 | 리카 인형 - 자식을 잃은 모든 어머니에게 두 사람의 어머니의 정                                      | 카토 히로마사   | 9.6%   |
| 제5화                                     | 2010년 8월 5일  | 真夏のプールサイド〜母は長男を抱いた 愛する兄の死の真相             | 한여름의 수영장 ~ 어머니는 아들을 안고 사랑하는 오빠의 죽음의 진상                                 | 카와케 슌사쿠   | 8.6%   |
| 제6화                                     | 2010년 8월 12일 | DNA鑑定の結果は? 娘を狙う男の真実－愛を亡くした運転手の悲劇         | DNA 감정 결과는? 딸을 노리는 남자의 진실 - 사랑을 잃은 운전자의 비극                               | 카네코 후미노리 | 7.2%   |
| 제7화                                     | 2010년 8월 19일 | 号泣! 最愛のわが子を失う母親－衝撃の三男の秘密                      | 통곡! 사랑하는 아이를 잃은 어머니 - 충격의 삼남의 비밀                                             | 카와케 슌사쿠   | 7%     |
| 제8화                                     | 2010년 8월 26일 | 母親失格－サヨナラ子供たち                                          | 어머니 실격 - 이별 아이                                                                            | 카토 히로마사   | 7.2%   |
| 제9화                                     | 2010년 9월 2일  | 息子の命と引換えに…悲しき母最後の賭け                               | 아들의 목숨과 교환에 ... 슬픈 어머니 마지막 도박                                                   | 카네코 후미노리 | 8.4%   |
| 제10화                                    | 2010년 9월 9일  | 誰か助けて! もう限界よ…哀しき母の最後の叫び                         | 누군가 도와주세요! 이제 한계에요 ... 슬픈 어머니의 마지막 외침                                     | 카토 히로마사   | 7%     |
| 최종화                                    | 2010년 9월 16일 | 最終回…死なないで! 母と子の号泣の結末                               | 최종회 ... 죽지 않고! 엄마와 아기의 통곡의 결말                                                    | 카와케 슌사쿠   | 8.7%   |
| 평균 시청률: 8.9%                         |                 |                                                                     | |                 |        |
| (시청률은 간토 지방·비디오 리서치사 조사) |                 |                                                                     | |                 |        |

- 2010년 7월 29일 제4회는 《톤네루즈의 여러분 덕분입니다》 확대 방송을 위해 20분 지연 방송되었다.
- 2010년 9월 9일 제10화는 《세계 유도 선수권 2010》 중계 연장을 위해 40분 지연 방송되었다.

## DVD
- 『GOLD』 완전판 DVD-BOX (포니캐년 2011년 1월 7일 발매)